# 木须肉

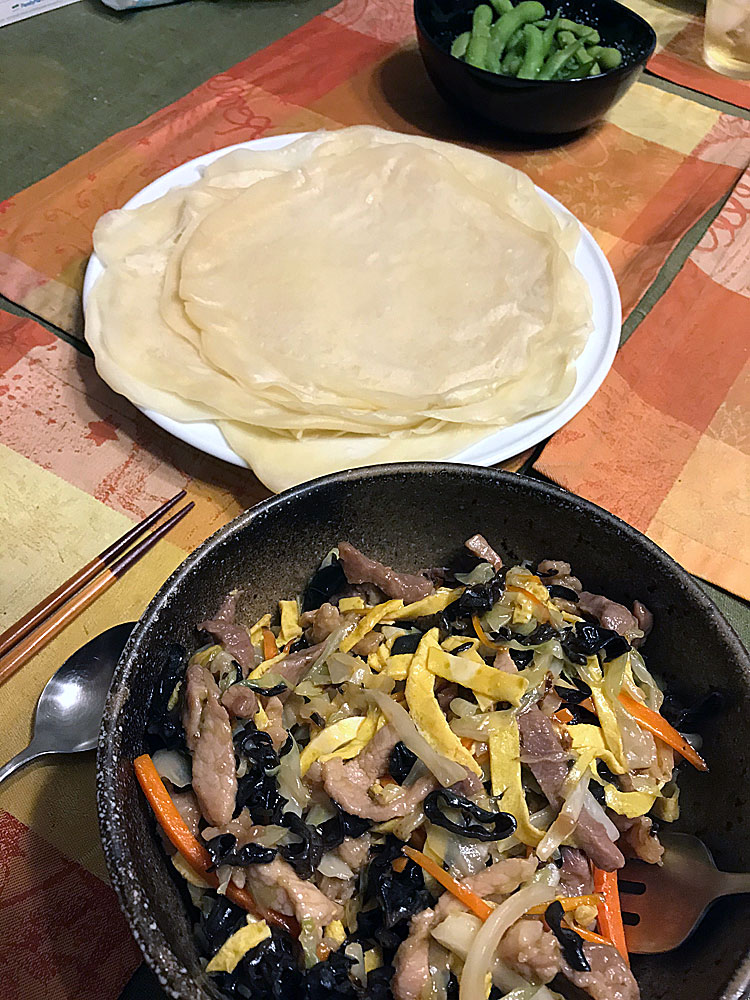
美国式木樨肉（于下方黑锅）

木樨肉或木犀肉，又称木须肉、苜蓿肉，是一道常见的中国菜，属八大菜系中的鲁菜。
其菜以猪肉片与鸡蛋、木耳等混炒而成，因炒鸡蛋色黄而碎，类似木樨而得名。清人梁恭辰在其《北东园笔录·三编》中记载：“北方店中以鸡子炒肉，名木樨肉，盖取其有碎黄色也”。
木樨肉原出现于曲阜孔府菜单中，其原料除猪肉和鸡蛋、木耳絲外，还包括有玉兰片。该菜传入北京等地后，由于北京一带缺乏竹笋，玉兰片逐渐为黄花菜、黄瓜片等取代。